# 真誠 (馬)
真誠（日語：ジェニュイン），是日本純種競賽馬匹。生涯活躍於一哩至中距離賽事，曾勝出皋月賞及一哩冠軍賽，爲週日寧靜引入日本後的首批子嗣之一。

## 出賽前
1992年4月28日出生於北海道千歲市社台牧場，成長途中於一口馬主俱樂部Shadai Race Horse Co. Ltd.進行馬主募集。
其後交由美浦訓練中心練馬師松山康久訓練。

## 競賽生涯

### 3歲（現2歲）
1994年10月15日出戰東京競馬場3歲新馬戰，雖然跑出全場最快末腳但最終仍然以第二完賽。
其後於另一場3歲新馬戰取得勝利後，於條件戰赤松賞再度跑獲第二。
12月陣營原本打算安排其出戰朝日盃三歲錦標，但因爲被檢查出球節異常而避戰。

### 4歲（現3歲）
1995年首戰爲條件戰非洲堇賞，比賽途中一直保持良好節奏，最終成功奪得冠軍。
3月18日以取得皋月賞優先出賽權爲目標出戰公開賽若葉錦標，比賽途中一直處於第四左右的位置推進，進入直路後隨即加速，但仍然未能超越前方的Louisiana Boy以5馬位差距於第二名衝線。然而賽後認爲Louisiana Boy賽事途中存在犯規行爲，賽會判處其降至最後之下真誠得以遞補奪得第一。
4月16日按照計劃出戰皋月賞，由於有力馬富士奇蹟及Narita King O紛紛受傷避戰，其僅次於Daitaku Teio及Hokkai Rousseau獲得第三人氣。比賽開始後，其一直處於第二的位置追趕第二的Meiner Bridge，進入直路後率先衝出取得領先，隨後繼續加速保持速度，最終成功以頸位壓過第二的Tayasu Tsuyoshi奪得首個分級賽冠軍。
5月28日出戰東京優駿（日本打吡），雖然比賽初段保持優秀進入有利局面，但進入直路後稍欠水準被後上的Tayasu Tsuyoshi超越，最終以1 1/2馬位差距得第二。
打吡賽後陣營確認其長距離適性不足，遂放棄經典三冠尾關菊花賞改以秋季天皇賞爲目標，秋季以京王盃秋季讓賽爲首戰，於其中獲得第二後出戰每日王冠取得第六。
10月29日出戰秋季天皇賞，比賽途中一直處於第二的位置緊隨領放馬Toyo Lyphard推進，進入直路後一度領先，但於最後關頭被Sakura Chitose O超越，以鼻位差距憾負。
12月24日出戰有馬紀念，面對2500米的賽程，其再次暴露長距離適性不足的問題，於直路上因體力不支加上強風的影響失速，最終以第十大敗。

### 5歲（現4歲）
1996年首戰爲中山紀念，本次比賽改用中團戰術，進入直路後跑出良好成績，但於中段被後上的櫻花桂冠迫近然後超越，最終被拉開1 3/4馬位落敗。
其後出戰安田紀念獲得第四，放草後出戰秋季天皇賞以第十四大敗。
11月17日出戰一哩冠軍賽，比賽途中於先頭位置逐步推進，通過彎道後開始發力。進入直路後，其以優秀的步伐加速並超越前方賽駒，保持優勢下成功抵擋後方Syourinomegami的追擊，以1/2馬位優勢奪得第二個分級賽冠軍。
12月再度挑戰有馬紀念，然而並未能發揮良好的水準，最終以包尾完賽。

### 6歲（現5歲）
1997年以安田紀念爲首戰，進入直路後一度領先，但隨即被後上的大樹狂風超越，以第二完賽。
放草後出戰札幌紀念獲得第四，其後於每日王冠獲得第五。
10月16日出戰秋季天皇賞，雖然於其中有回勇的表現，但仍然大幅度被氣槽及吹波糖拋離僅獲季軍。
11月16日出戰一哩冠軍賽以連霸目標，但最終毫無亮點地以第九落敗。
有見其於6歲生涯的不佳戰績，陣營決定安排其退役。

### 詳細賽績
| 日期       | 舉辦國家 | 馬場 | 距離   | 級別 | 賽事名稱       | 負重 | 騎師     | 馬號 | 出馬 | 名次 | 時間   | 頭馬（二馬）        |
| ---------- | -------- | ---- | ------ | ---- | -------------- | ---- | -------- | ---- | ---- | ---- | ------ | ------------------- |
| 15/10/1994 | 日本     | 東京 | 草1400 |      | 3歲新馬        | 53   | 岡部幸雄 | 3    | 7    | 2    | 1:24.9 | Air Luge            |
| 30/10/1994 | 日本     | 東京 | 草1400 |      | 3歲新馬        | 53   | 岡部幸雄 | 7    | 11   | 1    | 1:22.8 | （Dai Chu Jinden）  |
| 27/11/1994 | 日本     | 東京 | 草1600 |      | 赤松賞         | 54   | 查爾尼   | 9    | 12   | 2    | 1:35.1 | Kokuto Julian       |
| 28/1/1995  | 日本     | 東京 | 草1800 |      | 非洲堇賞       | 55   | 岡部幸雄 | 3    | 16   | 1    | 1:48.9 | （Forse du Nord）   |
| 18/3/1995  | 日本     | 中山 | 草2000 | OP   | 若葉錦標       | 56   | 田中勝春 | 6    | 8    | 1    | 2:08.1 | （Meiner Bridge）   |
| 16/4/1995  | 日本     | 中山 | 草2000 | GI   | 皋月賞         | 57   | 岡部幸雄 | 6    | 18   | 1    | 2:02.5 | （Tayasu Tsuyoshi） |
| 28/5/1995  | 日本     | 東京 | 草2400 | GI   | 東京優駿       | 57   | 岡部幸雄 | 13   | 18   | 2    | 2:27.5 | Tayasu Tsuyoshi     |
| 10/9/1995  | 日本     | 中山 | 草1600 | GIII | 京王盃秋季讓賽 | 57.5 | 岡部幸雄 | 2    | 12   | 2    | 1:32.7 | Dojima Muteki       |
| 8/10/1995  | 日本     | 東京 | 草1800 | GII  | 每日王冠       | 57   | 岡部幸雄 | 4    | 14   | 6    | 1:49.1 | Sugano Oji          |
| 29/10/1995 | 日本     | 東京 | 草2000 | GI   | 秋季天皇賞     | 56   | 岡部幸雄 | 4    | 18   | 2    | 1:58.8 | Sakura Chitose O    |
| 24/12/1995 | 日本     | 中山 | 草2500 | GI   | 有馬紀念       | 55   | 岡部幸雄 | 6    | 12   | 10   | 2:35.5 | 摩耶重炮            |
| 10/3/1996  | 日本     | 中山 | 草1800 | GII  | 中山紀念       | 57   | 岡部幸雄 | 3    | 15   | 2    | 1:47.5 | 櫻花桂冠            |
| 9/6/1996   | 日本     | 東京 | 草1600 | GI   | 安田紀念       | 58   | 田中勝春 | 9    | 17   | 4    | 1:33.4 | 步步雷霆            |
| 27/10/1996 | 日本     | 東京 | 草2000 | GI   | 秋季天皇賞     | 58   | 柴田善臣 | 12   | 17   | 14   | 2:00.0 | 吹波糖              |
| 17/11/1996 | 日本     | 京都 | 草1600 | GI   | 一哩冠軍賽     | 57   | 岡部幸雄 | 14   | 18   | 1    | 1:33.8 | （Syourinomegami）  |
| 22/12/1996 | 日本     | 中山 | 草2500 | GI   | 有馬紀念       | 57   | 柏兆雷   | 7    | 14   | 14   | 2:37.2 | 櫻花桂冠            |
| 8/6/1997   | 日本     | 東京 | 草1600 | GI   | 安田紀念       | 58   | 田中勝春 | 16   | 18   | 2    | 1:33.9 | 大樹狂風            |
| 17/8/1997  | 日本     | 札幌 | 草2000 | GII  | 札幌紀念       | 59   | 岡部幸雄 | 4    | 13   | 4    | 2:00.7 | 氣槽                |
| 5/10/1997  | 日本     | 東京 | 草1800 | GII  | 毎日王冠       | 59   | 武豐     | 1    | 9    | 5    | 1:46.3 | 吹波糖              |
| 26/10/1997 | 日本     | 東京 | 草2000 | GI   | 秋季天皇賞     | 58   | 田中勝春 | 1    | 16   | 3    | 1:59.9 | 氣槽                |
| 16/11/1997 | 日本     | 京都 | 草1600 | GI   | 一哩冠軍賽     | 57   | 田中勝春 | 12   | 18   | 9    | 1:34.9 | 大樹快車            |

## 退役後
退役後，真誠成爲了配種馬，於北海道早來町（今安平町）社台Stallion Station休養，在1998年進行配種。首批子嗣於1999年出生。首批子嗣可於2001年出賽。2002年9月1日，Maple Road在小倉兩歲錦標取勝，成爲首匹勝出分級賽的子嗣。2007年3月10日，龐貝尊主於澳洲盃取勝，成爲首匹勝出一級賽的真誠子嗣。
2000年被轉移至北海道靜內町（今新日高町）Lex Stud繼續配種，並於2001年至2005年被送往澳洲穿梭配種。
2005年於澳洲完成配種後返回日本，並於2009年再度前往社台Stallion Staion，但於未有任何配種工作下直接由配種馬退役。
其後被送往北海道幕別町新田牧場進行養老生活，一段時間後再度被轉移至社台Stallion Staion繼續養老。
2015年1月19日於放草期間受傷死亡，享年23歲。

### 主要子嗣

#### 一級賽優勝子嗣
粗體字為一級賽
2002年生
- 龐貝尊主（ 李斯頓錦標、 基利錦標、 聖佐治錦標、 澳洲盃、 女皇伊利沙伯錦標）

#### 分級賽優勝子嗣
2000年生
- Maple Road（小倉兩歲錦標）

2002年生
- Battle Brave（小倉夏季跳欄賽）
- Don Cool（兵庫冠軍錦標、名古屋大賞典）
- Best Grand Cha（東京秋季跳欄賽）

2004年生
- Tamamo Glare（京都跳欄賽）

##### 在香港服役的子嗣
真誠在香港服役的子嗣只有兩匹：競駿會名下的「競駿精英」、沙田好友賽馬團體名下的「沙田寶」。

## 血統簡介
父系週日寧靜是美國三冠賽雙料冠軍馬，退役後在日本配種，在日本馬壇相當成功，贏得多項分級賽事，其子嗣贏得巨額獎金，連續12年成為日本冠軍種馬。祖父Halo亦是美國賽駒，曾贏得一級賽冠軍，爲美國冠軍種馬。
母系Croupier Lady為美國賽駒，生涯戰績不俗，曾勝出當地表列賽。外祖父What Luck亦是美國賽駒，生涯戰績不佳，僅勝出兩場頭馬。

### 血統表
| 父線：週日寧靜系（Halo系）            |                                  |                 |               |
| 種馬 週日寧靜 1986年（棕色）          | Halo 1969年（棕色）              | Hail to Reason  | Turn-to       |
| 種馬 週日寧靜 1986年（棕色）          | Halo 1969年（棕色）              | Hail to Reason  | Nothirdchance |
| 種馬 週日寧靜 1986年（棕色）          | Halo 1969年（棕色）              | Cosmah          | Cosmic Bomb   |
| 種馬 週日寧靜 1986年（棕色）          | Halo 1969年（棕色）              | Cosmah          | Almahmoud     |
| 種馬 週日寧靜 1986年（棕色）          | Wishing Well 1975年（棗色）      | Understanding   | Promised Land |
| 種馬 週日寧靜 1986年（棕色）          | Wishing Well 1975年（棗色）      | Understanding   | Pretty Ways   |
| 種馬 週日寧靜 1986年（棕色）          | Wishing Well 1975年（棗色）      | Mountain Flower | Montparnasse  |
| 種馬 週日寧靜 1986年（棕色）          | Wishing Well 1975年（棗色）      | Mountain Flower | Edelweiss     |
| 繁殖雌馬 Croupier Lady 1983年（栗色） | What Luck 1967年（深棗色）       | 勇者帝王        | Nasrullah     |
| 繁殖雌馬 Croupier Lady 1983年（栗色） | What Luck 1967年（深棗色）       | 勇者帝王        | Miss Disco    |
| 繁殖雌馬 Croupier Lady 1983年（栗色） | What Luck 1967年（深棗色）       | Irish Jay       | Double Jay    |
| 繁殖雌馬 Croupier Lady 1983年（栗色） | What Luck 1967年（深棗色）       | Irish Jay       | Irish Witch   |
| 繁殖雌馬 Croupier Lady 1983年（栗色） | Question d'Argent 1977年（棗色） | Tentam          | Intentionally |
| 繁殖雌馬 Croupier Lady 1983年（栗色） | Question d'Argent 1977年（棗色） | Tentam          | Tamerett      |
| 繁殖雌馬 Croupier Lady 1983年（栗色） | Question d'Argent 1977年（棗色） | Cold Reply      | 北地舞人      |
| 繁殖雌馬 Croupier Lady 1983年（栗色） | Question d'Argent 1977年（棗色） | Cold Reply      | Respond       |
| 雌系：號族：4-g                       |                                  |                 |               |
| 五代內近親交配：無                    |                                  |                 |               |

## 命名由來
名字Genuine（ジェニュイン）於英語中有真正、誠實的意思，香港直接取其意思，翻譯為「真誠」。

## 外部連結
- 真誠 netkeiba.com （页面存档备份，存于）
- 血統表 （页面存档备份，存于）